# Szlovák labdarúgó-bajnokság (első osztály)
A Niké Liga a szlovák labdarúgás első osztálya. Tizenkét csapat a versenyez egymással. A szlovák Corgoň Liga 1993-ban alakult, amikor Csehszlovákia megszűnt.
A bajnokságot a Corgoň sörfőzdéről nevezték el, 2014 óta azonban a Fortuna a liga névadó szponzora. 2023-ban váltott szponzort, amely a Nike fogadóiroda lett. Jelenlegi címvédő a Slovan Bratislava csapata.

## Története
Miután Csehszolvákia két részre szakadt, a szlovákok megalakították saját labdarúgó-bajnokságukat kezdetben 12 csapattal, majd 1996-tól 16 csapatos volt a szlovák élvonal egészen 2000-ig, amikor is 10 csapat harcolhatott a bajnoki címért, a végső variáció a 12 csapatos bajnokság lett 2006-tól.
- 12 csapat: 1993-1996
- 16 csapat: 1996-2000
- 10 csapat: 2000-2006
- 12 csapat: 2006-

### Névadó szponzorok
A bajnokság eddig használt nevei:
- 1993-1997: 1. liga
- 1997-2002: Mars superliga
- 2002-2003: 1. liga
- 2003-2014: Corgoň liga
- 2014-2023: Fortuna liga
- 2023-    : Niké Liga

## Résztvevők

### Jelenlegi csapatok
| Csapat                                                   | Város          | Kerület                 | Stadion                            | Férőhely | Alapítás éve |
| -------------------------------------------------------- | -------------- | ----------------------- | ---------------------------------- | -------- | ------------ |
| ŠK Slovan Bratislava (ŠK Slovan Bratislava)              | Pozsony        | Pozsonyi kerület        | Tehelné pole                       | 22 500   | 1919         |
| FC DAC 1904 Dunajská Streda (FC DAC 1904 Dunaszerdahely) | Dunaszerdahely | Nagyszombati kerület    | MOL Aréna                          | 12 700   | 1904         |
| FC Spartak Trnava (FC Spartak Nagyszombat)               | Nagyszombat    | Nagyszombati kerület    | Anton Malatinský Stadion           | 19 200   | 1923         |
| MŠK Žilina (MŠK Zsolna)                                  | Zsolna         | Zsolnai kerület         | Štadión MŠK Žilina                 | 11 253   | 1908         |
| MFK Ružomberok (MFK Rózsahegy)                           | Rózsahegy      | Zsolnai kerület         | Štadión MFK Ružomberok             | 4 876    | 1906         |
| FK Železiarne Podbrezová (FK Zólyombrézói Vasművek)      | Zólyombrézó    | Besztercebányai kerület | ZELPO Aréna                        | 4 000    | 1920         |
| MFK Dukla Banská Bystrica (MFK Dukla Besztercebánya)     | Besztercebánya | Besztercebányai kerület | Štadión SNP                        | 7 900    | 1965         |
| AS Trenčín (AS Trencsén)                                 | Trencsén       | Trencséni kerület       | Štadión Sihoť                      | 3 366    | 1932         |
| MFK Skalica (MFK Szakolca)                               | Szakolca       | Nagyszombati kerület    | Štadión MFK Skalica                | 3 000    | 1920         |
| FC Košice (FC Kassa)                                     | Kassa          | Kassai kerület          | Košická futbalová aréna            | 5 836    | 2018         |
| MFK Zemplín Michalovce (MFK Zemplén Nagymihály)          | Nagymihály     | Kassai kerület          | Nagymihályi Városi Futball Stadion | 4 440    | 1912         |
| KFC Komárno (KFC Komárom)                                | Komárom        | Nyitrai kerület         | ViOn Aréna                         | 4 008    | 1900         |

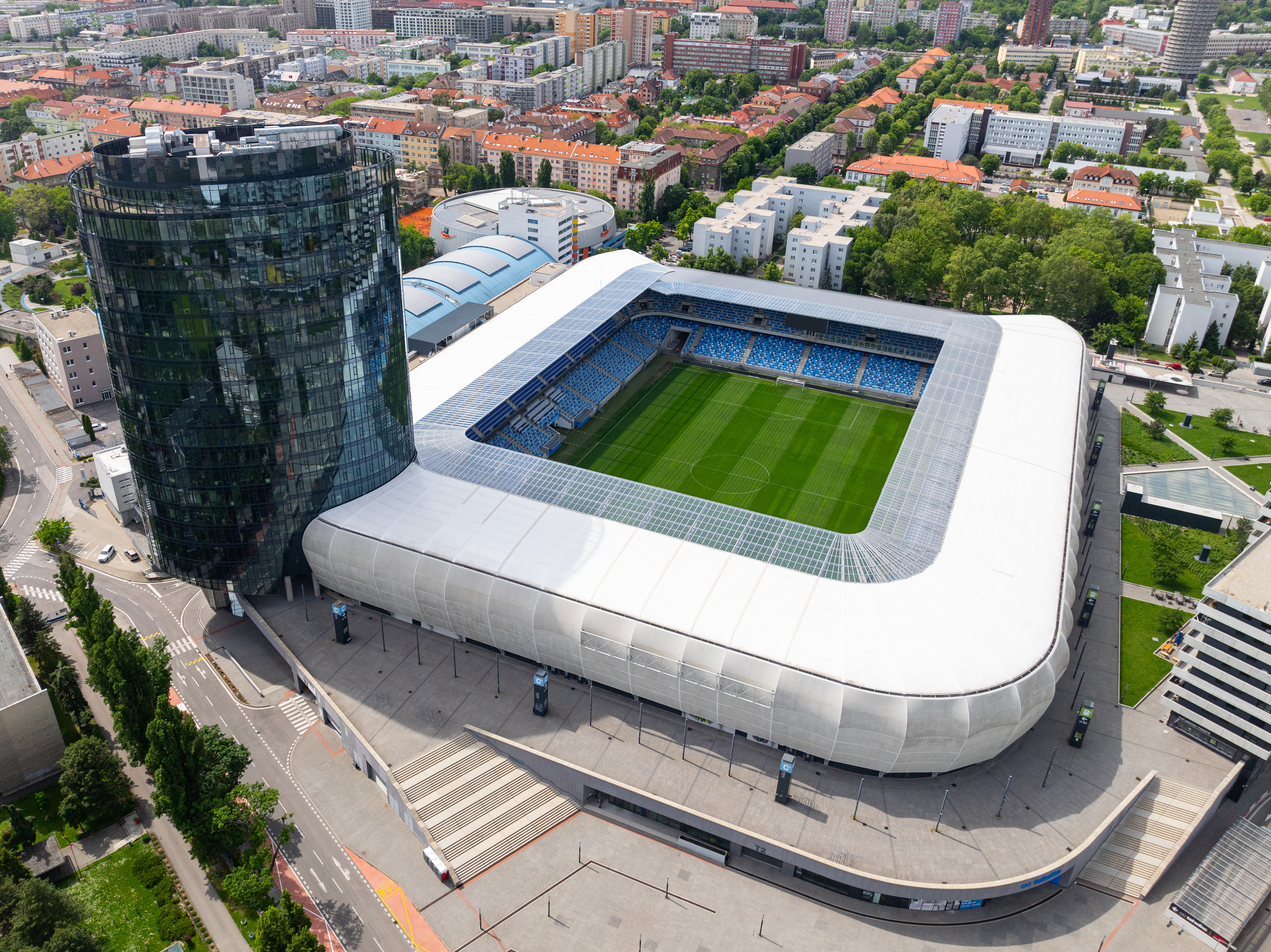
A pozsonyi Tehelné pole
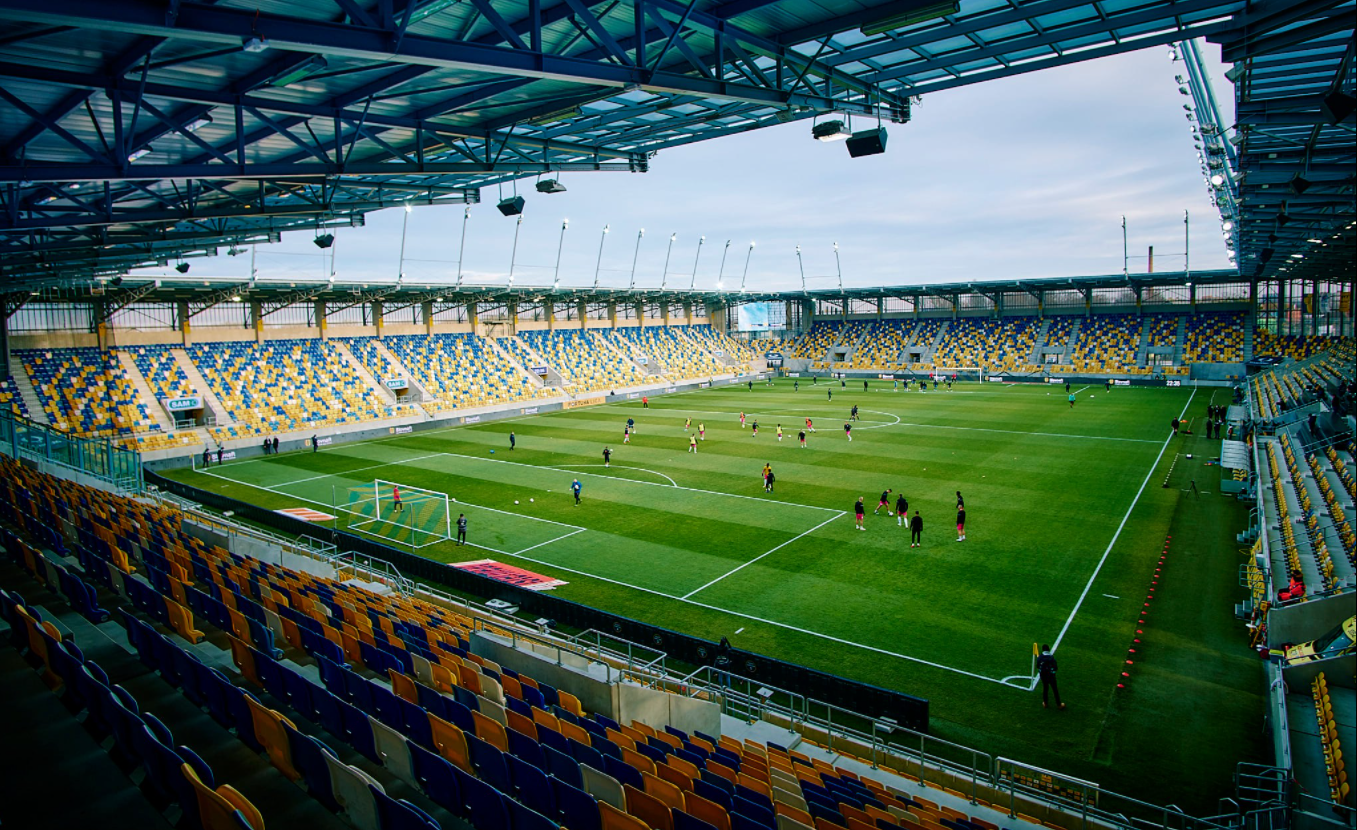
A dunaszerdahelyi MOL Aréna
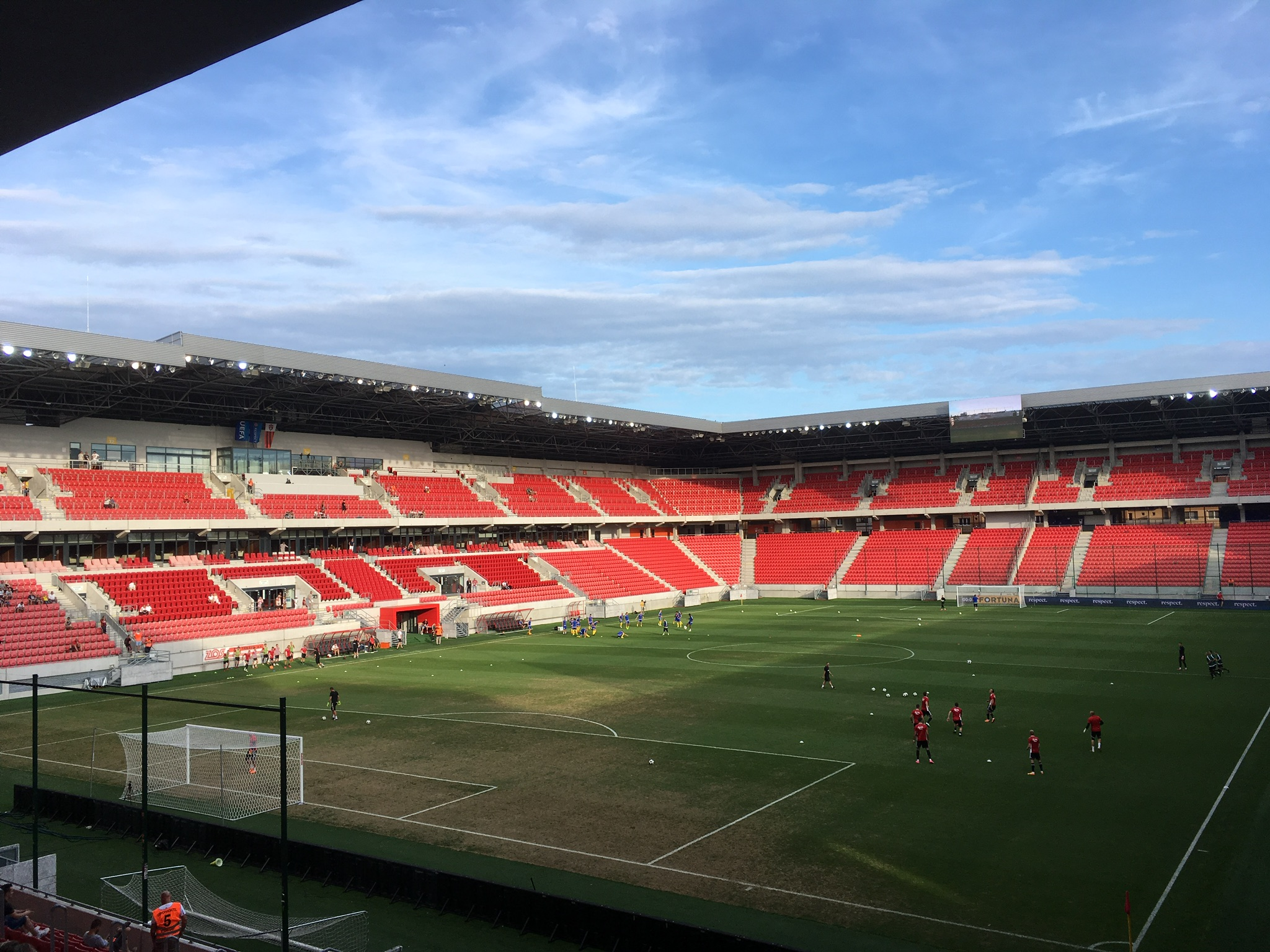
A nagyszombati Anton Malatinský Stadion
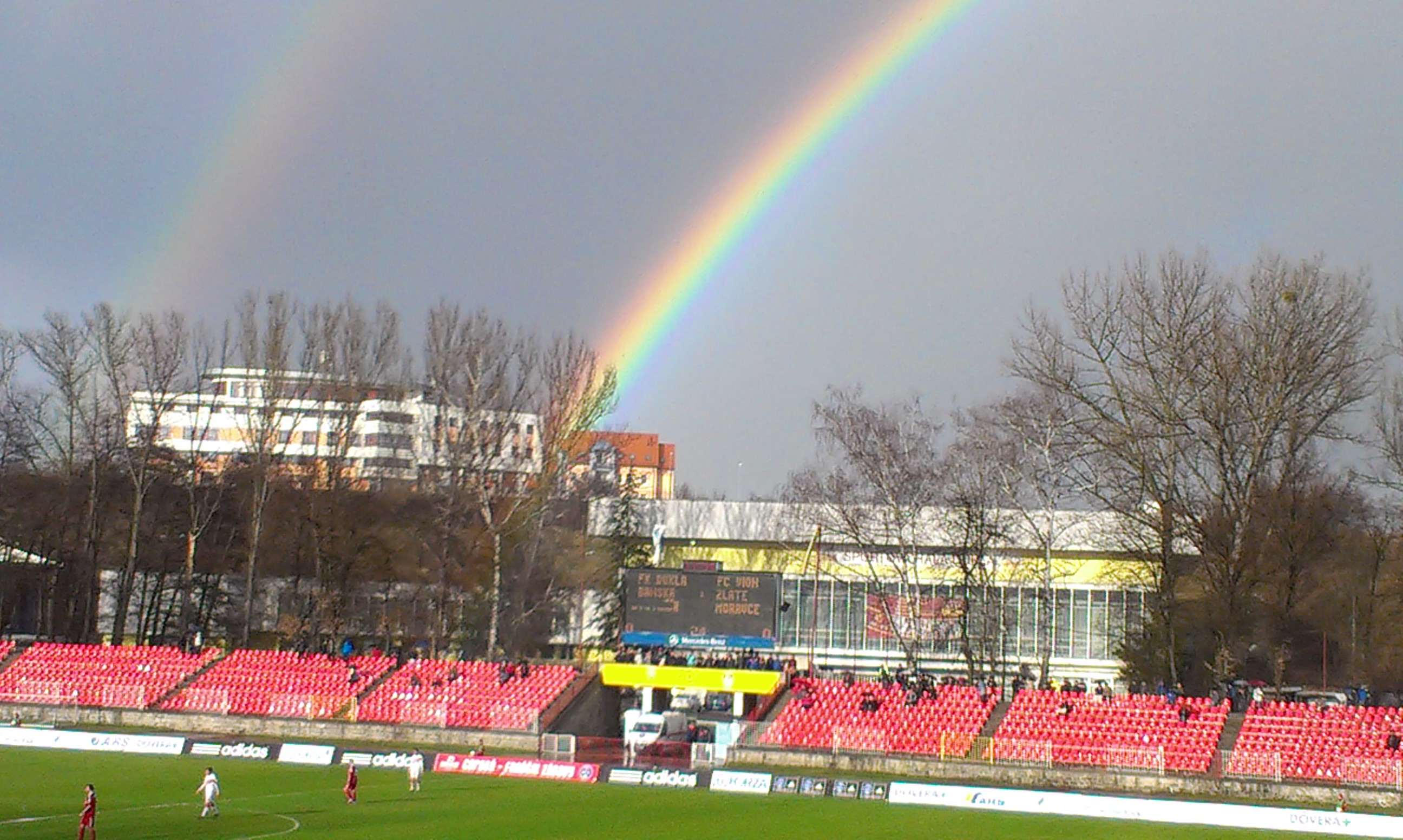
A besztercebányai SNP Stadion
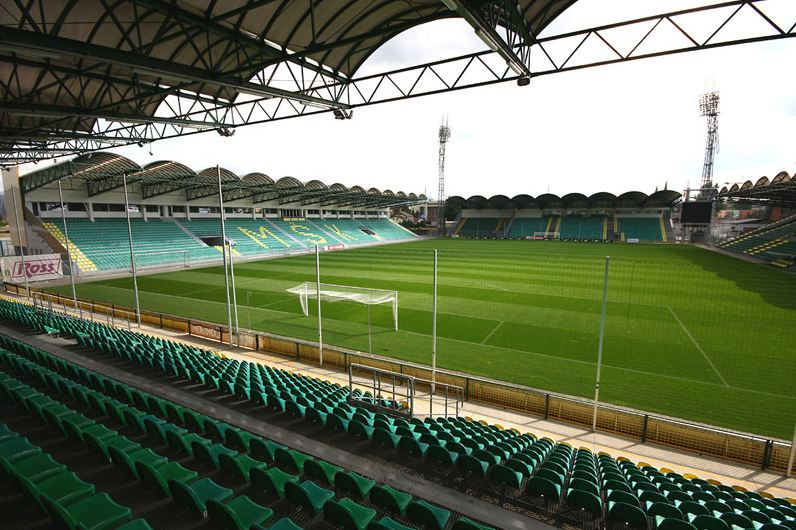
A zsolnai MŠK Žilina Stadion
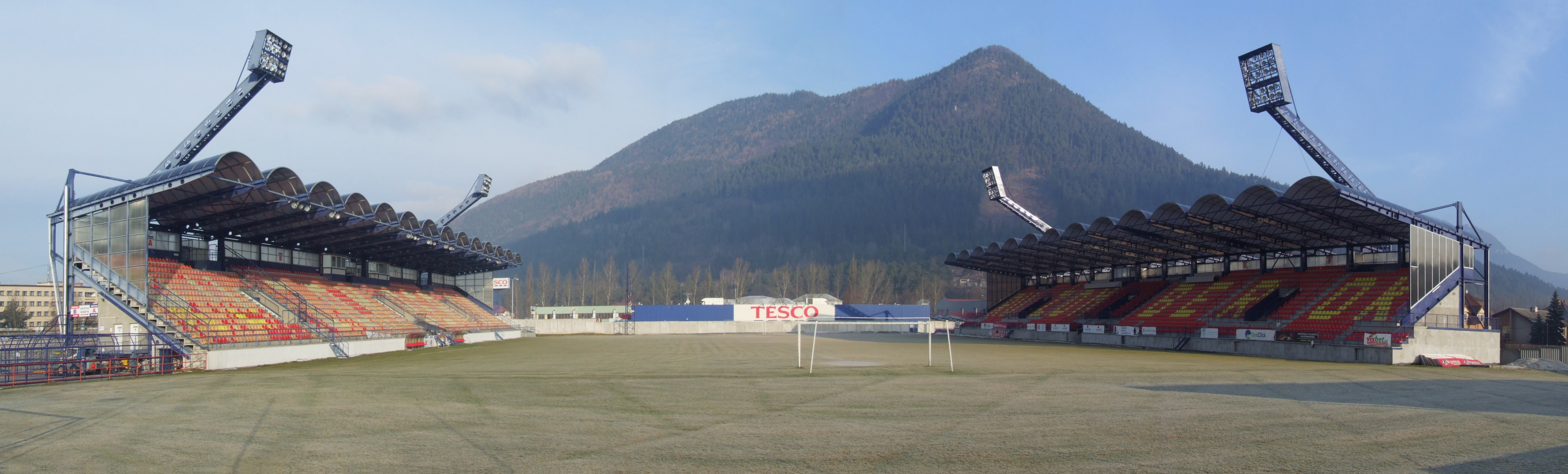
A rózsahegyi MFK Ružomberok Stadion
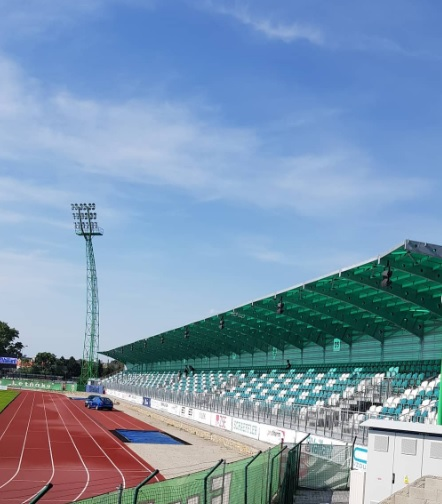
A szakolcai Városi Stadion
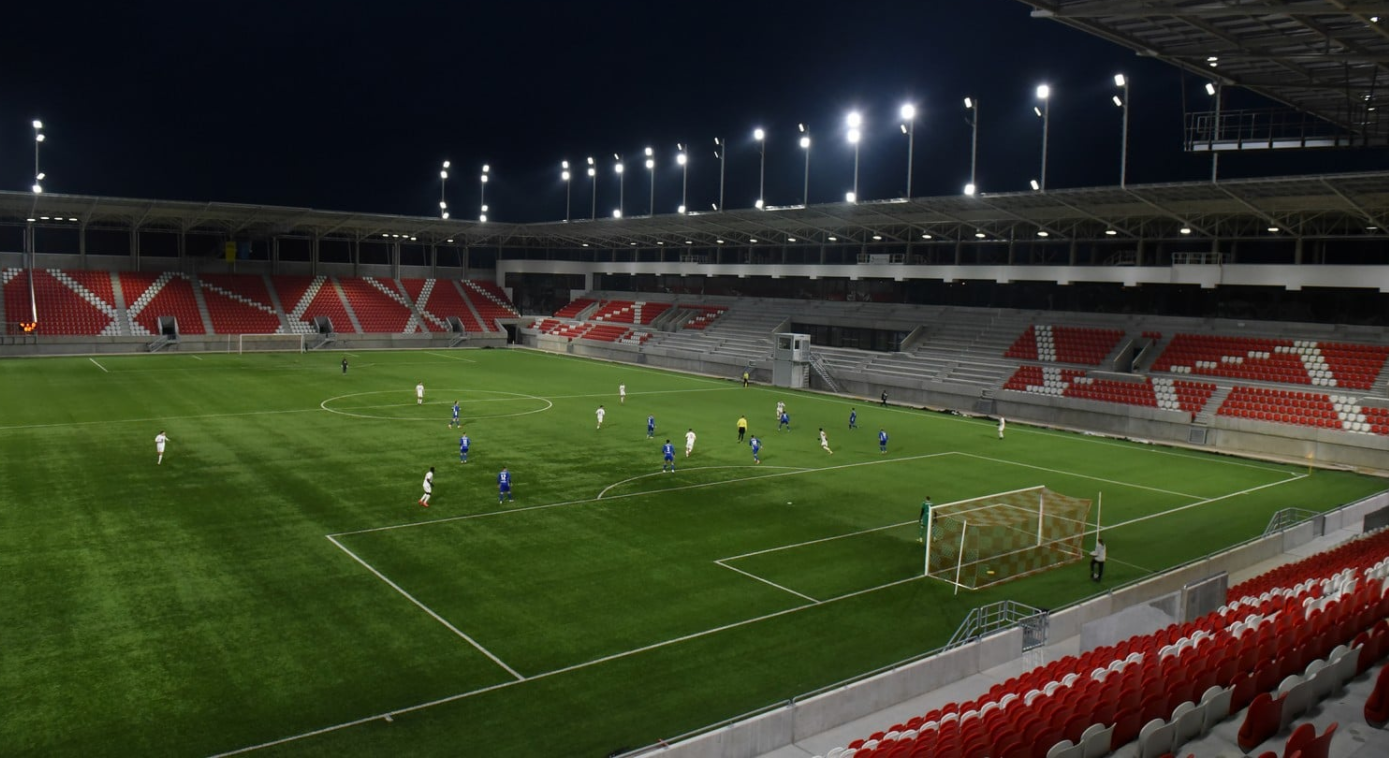
A trencséni Štadión na Sihoti
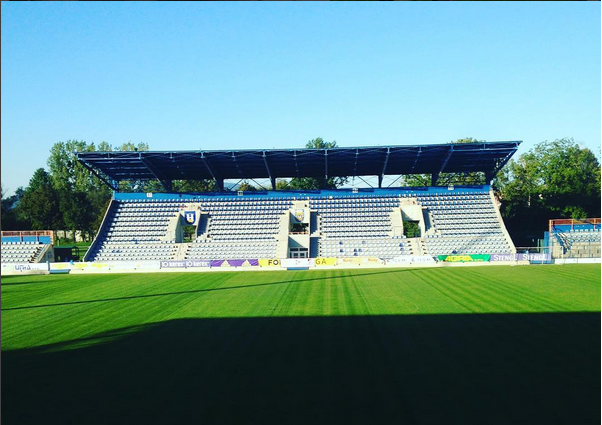
A nagymihályi Városi Stadion
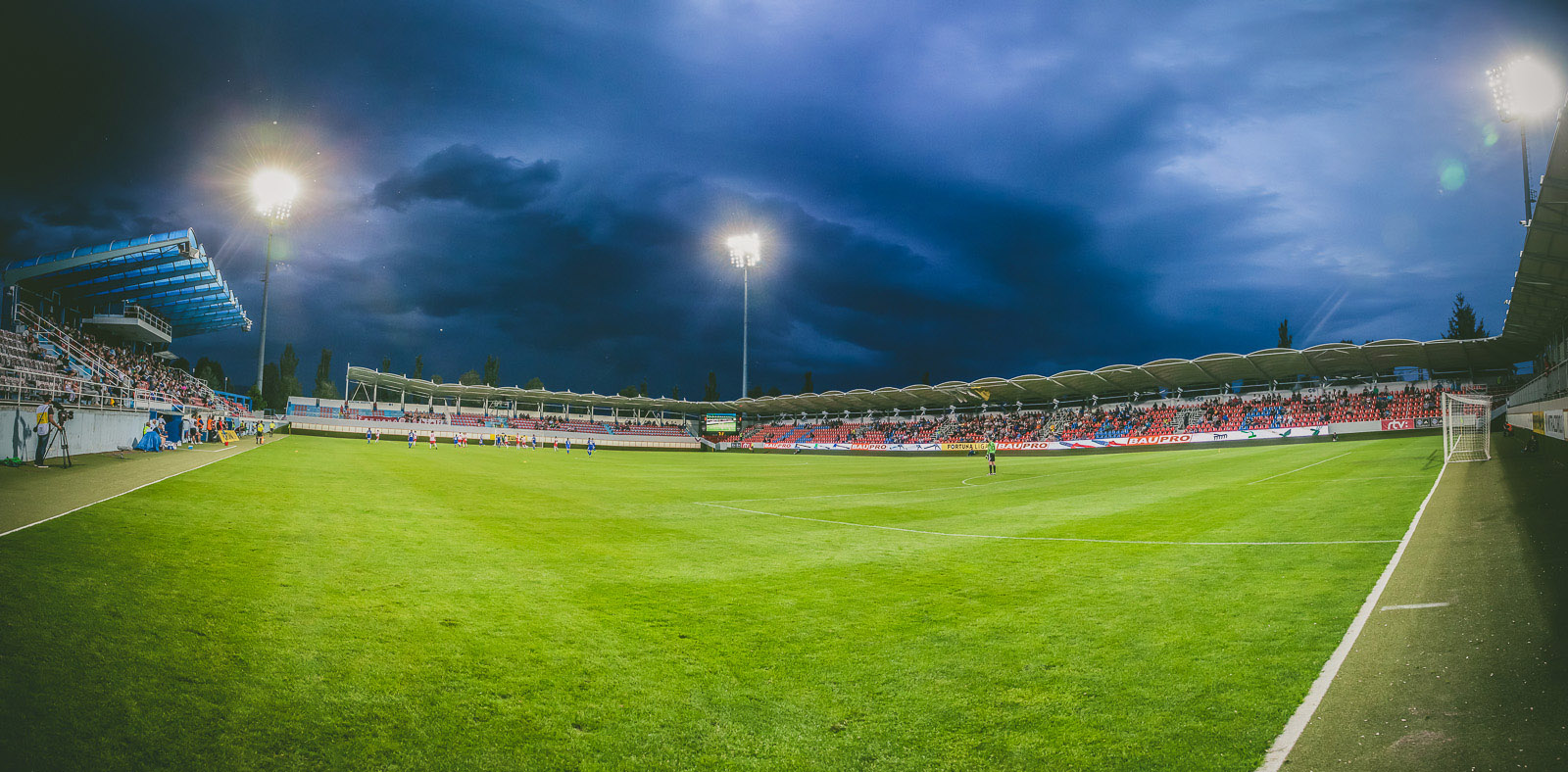
Az aranyosmaróti ViOn Stadion (az FC Komárom használja)
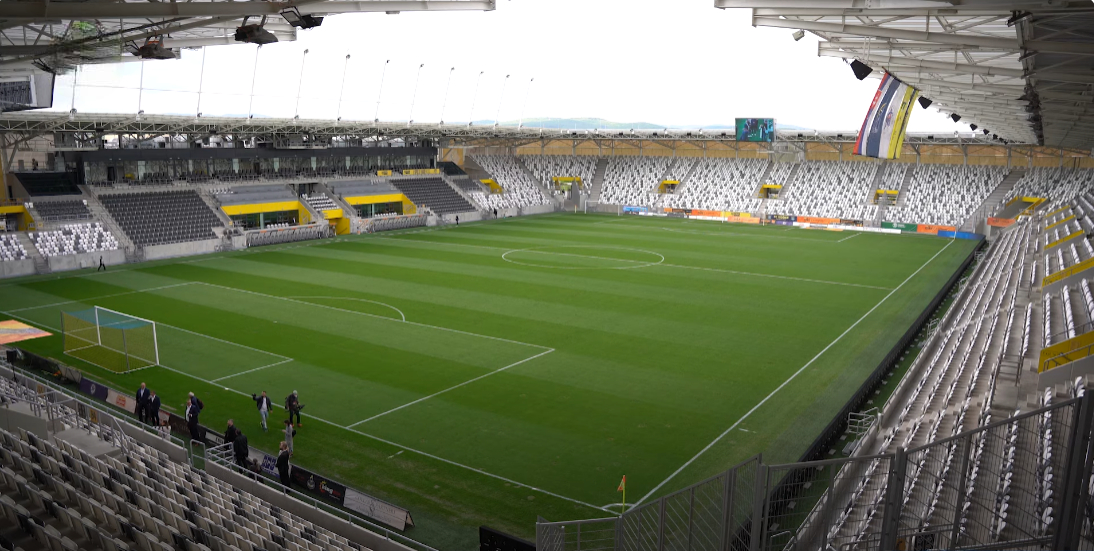
A kassai Košická futbalová aréna

## Statisztika

### Eddigi bajnoki dobogósok, és kupagyőztesek

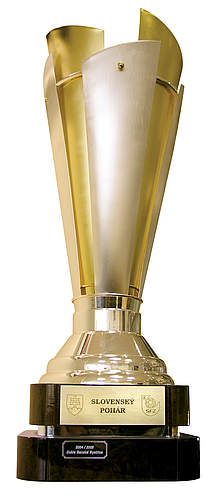
A Szlovák Kupa győztesének járó trófea

| Szezon  | Bajnok              | Második               | Harmadik              | Kupagyőztes           |
| ------- | ------------------- | --------------------- | --------------------- | --------------------- |
| 1993–94 | Slovan Bratislava   | Inter Bratislava      | Dunajská Streda       | Slovan Bratislava     |
| 1994–95 | Slovan Bratislava   | 1. FC Košice          | Dukla Banská Bystrica | Inter Bratislava      |
| 1995–96 | Slovan Bratislava   | 1. FC Košice          | Spartak Trnava        | Chemlon Humenne       |
| 1996–97 | 1. FC Košice        | Spartak Trnava        | Slovan Bratislava     | Slovan Bratislava     |
| 1997–98 | 1. FC Košice        | Spartak Trnava        | Inter Bratislava      | Spartak Trnava        |
| 1998–99 | Slovan Bratislava   | Inter Bratislava      | Spartak Trnava        | Slovan Bratislava     |
| 1999–00 | Inter Bratislava    | 1. FC Košice          | Slovan Bratislava     | Inter Bratislava      |
| 2000–01 | Inter Bratislava    | Slovan Bratislava     | MFK Ružomberok        | Inter Bratislava      |
| 2001–02 | MŠK Žilina          | Matador Púchov        | Inter Bratislava      | Koba Senec            |
| 2002–03 | MŠK Žilina          | Artmedia Bratislava   | Slovan Bratislava     | Matador Púchov        |
| 2003–04 | MŠK Žilina          | Dukla Banská Bystrica | MFK Ružomberok        | Artmedia Bratislava   |
| 2004–05 | Artmedia Bratislava | MŠK Žilina            | Dukla Banská Bystrica | Dukla Banská Bystrica |
| 2005–06 | MFK Ružomberok      | Artmedia Bratislava   | Spartak Trnava        | MFK Ružomberok        |
| 2006–07 | MŠK Žilina          | Artmedia Bratislava   | Slovan Bratislava     | Zlaté Moravce         |
| 2007–08 | Artmedia Bratislava | MŠK Žilina            | Nitra                 | Artmedia Bratislava   |
| 2008–09 | Slovan Bratislava   | MŠK Žilina            | Spartak Trnava        | MFK Košice            |
| 2009–10 | MŠK Žilina          | Slovan Bratislava     | Dukla Banská Bystrica | Slovan Bratislava     |
| 2010–11 | Slovan Bratislava   | FK Senica             | MŠK Žilina            | Slovan Bratislava     |
| 2011–12 | MŠK Žilina          | Spartak Trnava        | Slovan Bratislava     | MŠK Žilina            |
| 2012–13 | Slovan Bratislava   | FK Senica             | AS Trenčín            | Slovan Bratislava     |
| 2013–14 | Slovan Bratislava   | AS Trenčín            | Spartak Trnava        | MFK Košice            |
| 2014–15 | AS Trenčín          | MŠK Žilina            | Slovan Bratislava     | AS Trenčín            |
| 2015–16 | AS Trenčín          | Slovan Bratislava     | Spartak Myjava        | AS Trenčín            |
| 2016–17 | MŠK Žilina          | Slovan Bratislava     | MFK Ružomberok        | Slovan Bratislava     |
| 2017–18 | Spartak Trnava      | Slovan Bratislava     | Dunajská Streda       | Slovan Bratislava     |
| 2018–19 | Slovan Bratislava   | Dunajská Streda       | MFK Ružomberok        | Spartak Trnava        |
| 2019–20 | Slovan Bratislava   | MŠK Žilina            | Dunajská Streda       | Slovan Bratislava     |
| 2020–21 | Slovan Bratislava   | Dunajská Streda       | Spartak Trnava        | Slovan Bratislava     |
| 2021–22 | Slovan Bratislava   | MFK Ružomberok        | Spartak Trnava        | Spartak Trnava        |
| 2022–23 | Slovan Bratislava   | Dunajská Streda       | Spartak Trnava        | Spartak Trnava        |
| 2023–24 | Slovan Bratislava   | Dunajská Streda       | Spartak Trnava        | Ružomberok            |

### Bajnoki címek klubok szerint
| Csapat            | #  | Szezonok |
| ----------------- | -- | --- |
| Slovan Bratislava | 14 | 1993–94, 1994–95, 1995–96, 1998–99, 2008–09, 2010–11, 2012–13, 2013–14, 2018–19, 2019–20,2020-21, 2021–22, 2022–23, 2023–24 |
| MŠK Žilina        | 7  | 2001–02, 2002–03, 2003–04, 2006–07, 2009–10, 2011–12, 2016–17                                                               |
| MFK Košice        | 2  | 1996–97, 1997–98 |
| Inter Bratislava  | 2  | 1999–00, 2000–01 |
| FC Petržalka 1898 | 2  | 2004–05, 2007–08 |
| FK AS Trenčín     | 2  | 2014–15, 2015–16 |
| Spartak Trnava    | 1  | 2017–18 |
| MFK Ružomberok    | 1  | 2005–06 |

## Gólkirályok

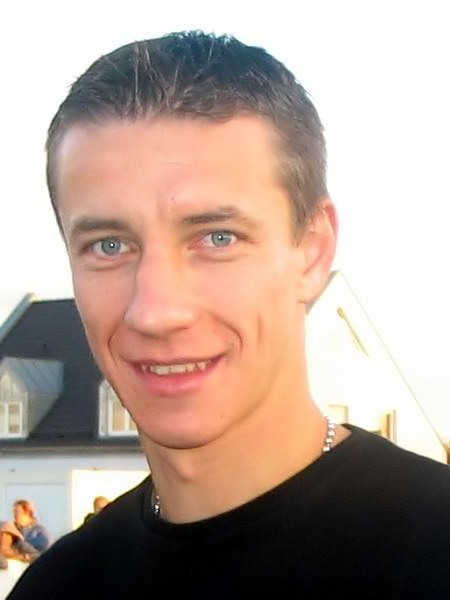
Marek Mintál, a kétszeres gólkirály

| Szezon  | Gólok  | Játékos                           | Klub                                      |
| ------- | ------ | --------------------------------- | ----------------------------------------- |
| 1993–94 | 19 gól | Pavol Dina                        | DAC Dunajská Streda                       |
| 1994–95 | 18 gól | Robert Semenik                    | Dukla Banská Bystrica                     |
| 1995–96 | 29 gól | Robert Semenik                    | 1.FC Košice                               |
| 1996–97 | 22 gól | Jozef Kožlej                      | 1.FC Košice                               |
| 1997–98 | 17 gól | Ľubomír Luhový                    | Spartak Trnava                            |
| 1998–99 | 19 gól | Martin Fabuš                      | Dukla Trenčín                             |
| 2000–01 | 16 gól | Németh Szilárd                    | Inter Bratislava                          |
| 2000–01 | 23 gól | Németh Szilárd                    | Inter Bratislava                          |
| 2001–02 | 21 gól | Marek Mintál                      | MŠK Žilina                                |
| 2002–03 | 20 gól | Marek Mintál Martin Fabuš         | MŠK Žilina Laugaricio Trenčín, MŠK Žilina |
| 2003–04 | 17 gól | Roland Števko                     | MFK Ružomberok                            |
| 2004–05 | 22 gól | Filip Šebo                        | Artmedia Petržalka                        |
| 2005–06 | 21 gól | Róbert Rák Erik Jendrišek         | FC Nitra MFK Ružomberok                   |
| 2006–07 | 16 gól | Tomáš Oravec                      | Artmedia Petržalka                        |
| 2007–08 | 17 gól | Ján Novák                         | 1.FC Košice                               |
| 2008–09 | 15 gól | Pavol Masaryk                     | Slovan Bratislava                         |
| 2009–10 | 18 gól | Róbert Rák                        | FC Nitra                                  |
| 2010–11 | 22 gól | Filip Šebo                        | Slovan Bratislava                         |
| 2011–12 | 18 gól | Pavol Masaryk                     | MFK Ružomberok                            |
| 2012-13 | 16 gól | David Depetris                    | FK AS Trenčín                             |
| 2013-14 | 14 gól | Tomáš Malec                       | FK AS Trenčín                             |
| 2014-15 | 19 gól | Matej Jelić Jan Kalabiška         | MŠK Žilina FK Senica                      |
| 2015-16 | 17 gól | Gino van Kessel                   | FK AS Trenčín                             |
| 2016-17 | 20 gól | Filip Hlohovský Seydouba Soumah   | MŠK Žilina Slovan Bratislava              |
| 2017-18 | 21 gól | Samuel Mráz                       | MŠK Žilina                                |
| 2018-19 | 29 gól | Andraž Šporar                     | Slovan Bratislava                         |
| 2019-20 | 12 gól | Andraž Šporar                     | Slovan Bratislava                         |
| 2020-21 | 19 gól | Dawid Kurminowski                 | MŠK Žilina                                |
| 2021-22 | 13 gól | Jakub Kadák                       | FK AS Trenčín                             |
| 2022-23 | 18 gól | Nikola Krstović                   | Dunajská Streda                           |
| 2023-24 | 18 gól | Róbert Polievka Tigran Barszegjan | Slovan Bratislava Dukla Banská Bystrica   |

## Örökranglista
Az All-time táblázat az összes olyan mérkőzés eredményét tartalmazza, melyet a szlovák Super Liga-ban játszottak 1993 óta A táblázat a 2022–23-as lezárt szezonvégi állapotot mutatja. A félkövér betűvel jelölt csapatok a 2022–23-as Fortuna ligában szerepelnek.
| Hely | Csapat                   | Szezon | Mérk. | GY  | D   | V   | RG   | KG   | +/-    | Pont |
| ---- | ------------------------ | ------ | ----- | --- | --- | --- | ---- | ---- | ------ | ---- |
| 1    | Slovan Bratislava        | 27     | 878   | 497 | 201 | 180 | 1570 | 852  | 718    | 1692 |
| 2    | MŠK Žilina               | 28     | 942   | 457 | 210 | 275 | 1610 | 1027 | 583    | 1568 |
| 3    | Spartak Trnava           | 28     | 932   | 424 | 214 | 292 | 1292 | 1018 | 274    | 1480 |
| 4    | MFK Ružomberok           | 25     | 848   | 327 | 237 | 284 | 1106 | 1030 | 76     | 1221 |
| 5    | AS Trenčín               | 22     | 743   | 294 | 161 | 286 | 1093 | 1040 | 53     | 1046 |
| 6    | VSS Košice               | 19     | 616   | 241 | 148 | 227 | 835  | 799  | 36     | 863  |
| 7    | DAC Dunajská Streda      | 19     | 602   | 206 | 150 | 246 | 720  | 860  | (-140) | 762  |
| 8    | Dukla Banská Bystrica    | 19     | 616   | 197 | 169 | 250 | 725  | 786  | (-61)  | 751  |
| 9    | FC Petržalka             | 14     | 463   | 204 | 114 | 145 | 676  | 561  | 115    | 726  |
| 10   | Inter Bratislava         | 14     | 454   | 203 | 102 | 149 | 667  | 519  | 148    | 693  |
| 11   | FC Nitra                 | 18     | 572   | 177 | 128 | 299 | 607  | 875  | (-268) | 644  |
| 12   | Tatran Prešov            | 16     | 515   | 148 | 143 | 224 | 529  | 734  | (-205) | 577  |
| 13   | FK Senica                | 14     | 448   | 147 | 113 | 186 | 510  | 619  | (-138) | 556  |
| 14   | ViOn Zlaté Moravce       | 15     | 481   | 131 | 116 | 236 | 497  | 743  | (-246) | 517  |
| 15   | MFK Dubnica              | 13     | 424   | 119 | 117 | 188 | 436  | 604  | (-168) | 473  |
| 16   | Zemplín Michalovce       | 8      | 250   | 71  | 62  | 115 | 268  | 399  | (-131) | 275  |
| 17   | Matador Púchov           | 6      | 216   | 70  | 53  | 93  | 235  | 294  | (-59)  | 263  |
| 18   | Chemlon Humenné          | 7      | 216   | 71  | 43  | 102 | 238  | 323  | (-85)  | 246  |
| 19   | Baník Prievidza          | 7      | 216   | 59  | 44  | 113 | 239  | 369  | (-130) | 212  |
| 20   | Spartak Myjava           | 5      | 132   | 55  | 27  | 50  | 167  | 177  | (-10)  | 192  |
| 21   | iClinic Sereď            | 5      | 155   | 49  | 39  | 67  | 176  | 237  | (-61)  | 186  |
| 22   | Železiarne Podbrezová    | 5      | 160   | 47  | 37  | 66  | 166  | 222  | (-56)  | 183  |
| 23   | Lokomotíva Košice        | 5      | 156   | 48  | 37  | 71  | 180  | 241  | (-61)  | 174  |
| 24   | JAS Bardejov             | 5      | 154   | 45  | 24  | 85  | 159  | 232  | (−73)  | 159  |
| 25   | FC Rimavská Sobota       | 4      | 126   | 35  | 29  | 62  | 129  | 193  | (−64)  | 134  |
| 26   | FK Pohronie              | 4      | 123   | 26  | 42  | 55  | 128  | 179  | (-51)  | 120  |
| 27   | FC Senec                 | 3      | 91    | 18  | 28  | 45  | 85   | 152  | (−67)  | 82   |
| 28   | Tatran Liptovský Mikuláš | 1      | 32    | 11  | 7   | 14  | 42   | 57   | (-15)  | 40   |
| 29   | Skalica                  | 1      | 33    | 6   | 6   | 21  | 30   | 62   | (-32)  | 24   |

## Év játékosa

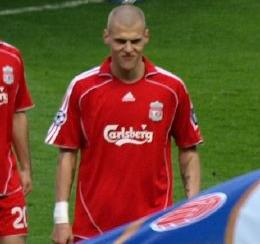
Martin Škrtel

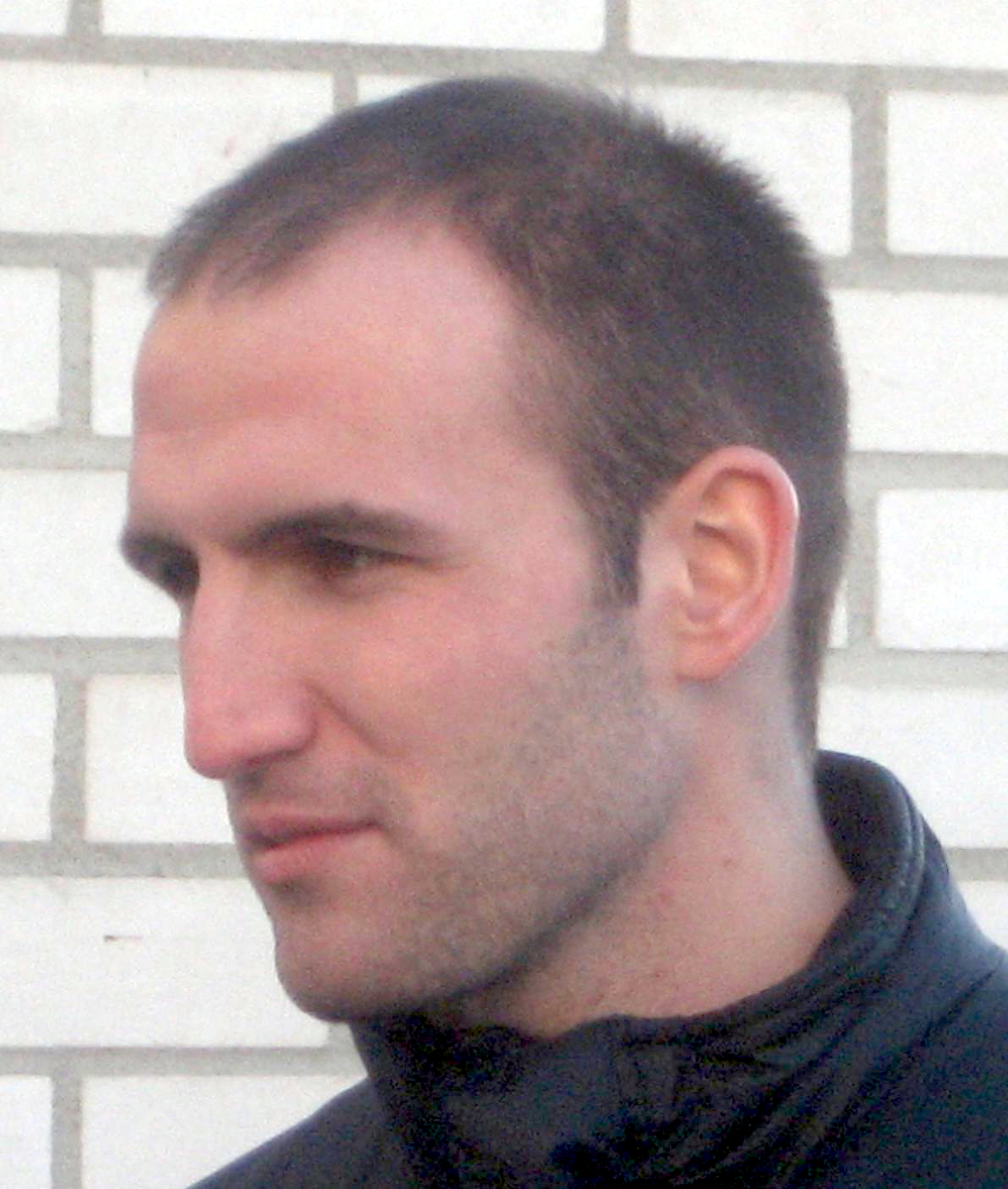
Róbert Vittek

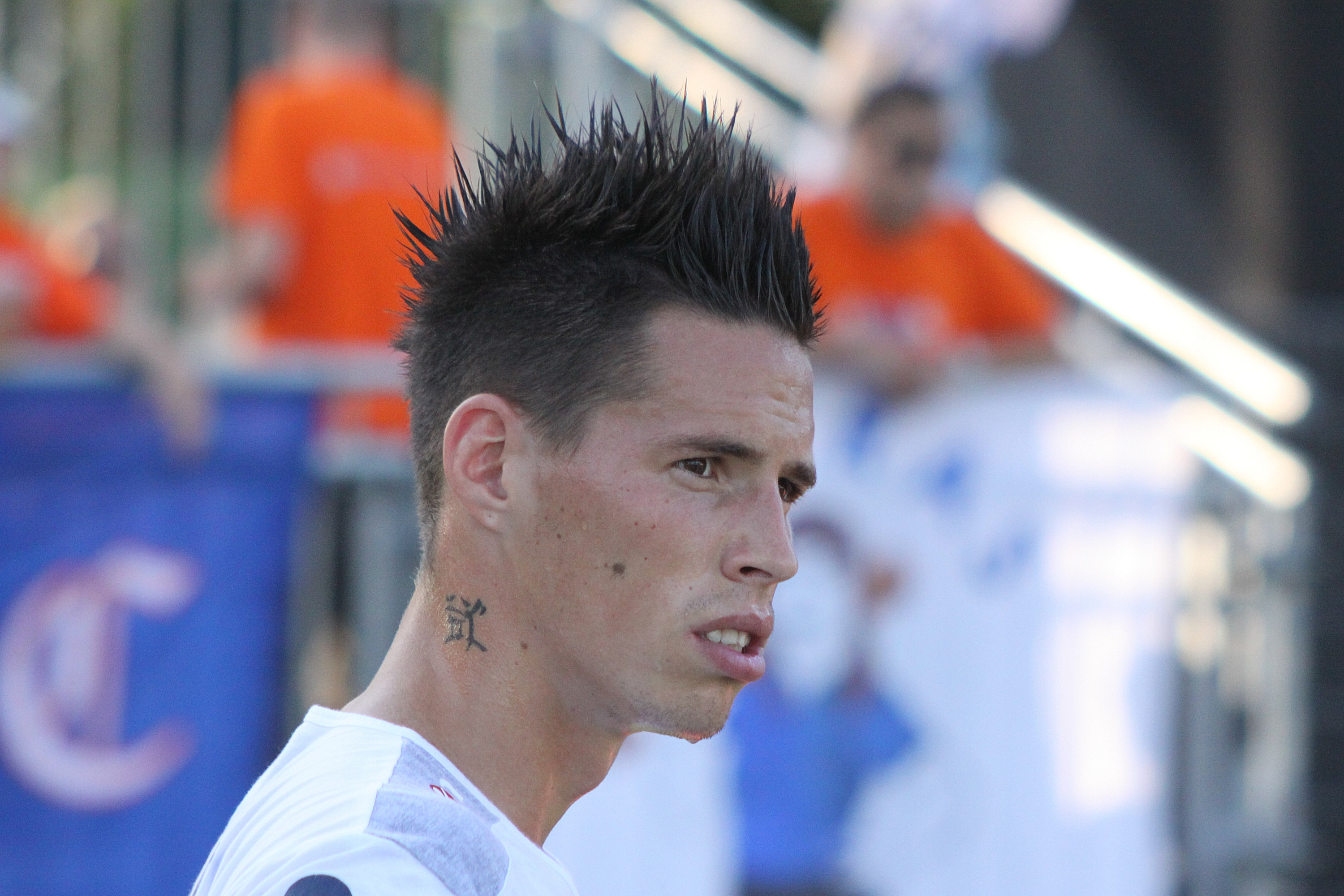
Marek Hamšík

Az év játékosa díj nyerteseinek listája:
| Év   | Díjazott          |
| ---- | ----------------- |
| 1993 | Peter Dubovský    |
| 1994 | Vladimír Kinder   |
| 1995 | Dušan Tittel      |
| 1996 | Dušan Tittel      |
| 1997 | Dušan Tittel      |
| 1998 | Jozef Majoroš     |
| 1999 | Vladimír Labant   |
| 2000 | Németh Szilárd    |
| 2001 | Ľubomír Moravčík  |
| 2002 | Miroslav Karhan   |
| 2003 | Vladimír Janočko  |
| 2004 | Marek Mintál      |
| 2005 | Marek Mintál      |
| 2006 | Róbert Vittek     |
| 2007 | Martin Škrtel     |
| 2008 | Martin Škrtel     |
| 2009 | Marek Hamšík      |
| 2010 | Marek Hamšík      |
| 2011 | Martin Škrtel     |
| 2012 | Martin Škrtel     |
| 2013 | Marek Hamšík      |
| 2014 | Marek Hamšík      |
| 2015 | Marek Hamšík      |
| 2016 | Marek Hamšík      |
| 2017 | Marek Hamšík      |
| 2018 | Marek Hamšík      |
| 2019 | Milan Škriniar    |
| 2020 | Milan Škriniar    |
| 2021 | Milan Škriniar    |
| 2022 | Milan Škriniar    |
| 2023 | Stanislav Lobotka |

## A bajnokság aktuális helyezése az UEFA-rangsorban
A bajnokság aktuális helyezése az UEFA rangsorában. (Dőlt betűvel az előző szezonbeli helyezés, zárójelben az UEFA-együttható).
- 26.  (25.)  Románia (20.500)
- 27.  (24.)  Bulgária (20.000)
- 28.  (30.)  Szlovákia (19.750)
- 29.  (26.)  Azerbajdzsán (16.625)
- 30.  (29.)  Kazahsztán (12.625)